# Rudolf Okręt

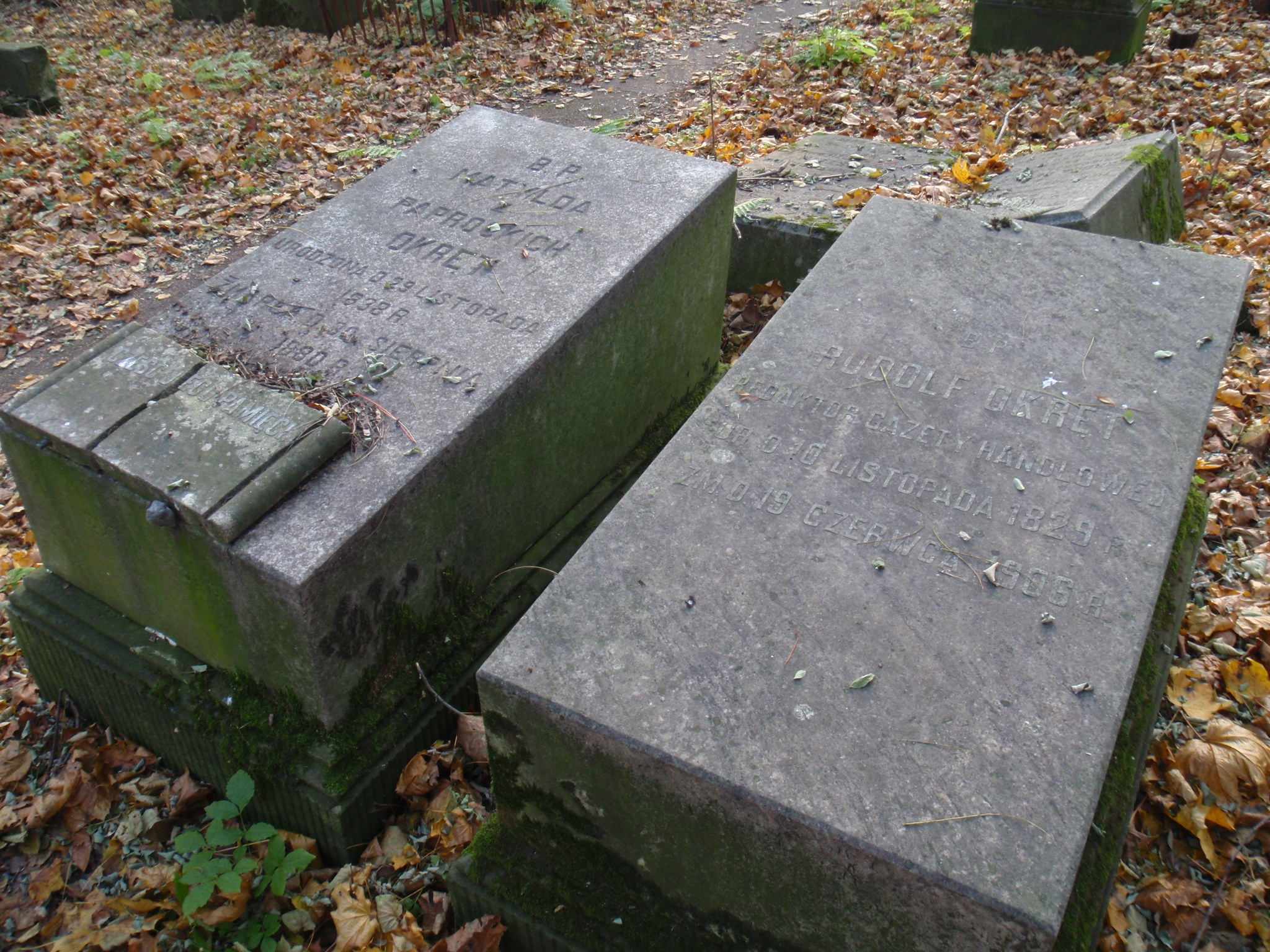
Grób Rudolfa Okręta i jego żony Matyldy na cmentarzu żydowskim w Warszawie

Rudolf Okręt, pierwotnie Rachmiel Okręt (ur. 10 listopada 1829 w Warszawie, zm. 19 czerwca 1906 tamże) – polski kupiec, publicysta, księgarz i wydawca żydowskiego pochodzenia.

## Życiorys
Kształcił się w Warszawskiej Szkole Rabinów. Pracował jako korespondent berlińskiej agencji telegraficznej Wolffa. W 1860 założył pierwszą w Królestwie Kongresowym agencję telegraficzną. Jego relacje dla światowej prasy z wydarzeń początku lat 60. na ziemiach polskich spowodowały oskarżenie go o niepożądaną działalność polityczną i represje ze strony władz. Prowadził również oficynę wydawniczą, która wydała liczne publikacje z dziedziny ekonomii, handlu i gospodarki, a wśród nich Encyklopedię Handlową. Założył, redagował i wydawał „Gazetę Handlową”, ukazującą się w latach 1864–1905, która w 1906 przekształciła się w „Nową Gazetę”. Wydał także Kalendarz Handlowy, Encyklopedię Handlową.
Był żonaty z Matyldą Paprocką (1838–1880), córką Adolfa Paprockiego, nauczyciela Szkoły Rabinów. Miał z nią synów Leona – prawnika i publicystę oraz Władysława, redaktora i wydawcę. Miał też co najmniej dwie córki; jedna z nich była zamężna za Stanisławem Aleksandrem Kempnerem, ekonomistą, redaktorem naczelnym „Nowej Gazety”, druga była matką rzeźbiarki Magdaleny Gross.
Jest pochowany na cmentarzu żydowskim przy ulicy Okopowej w Warszawie (kwatera 33, rząd 6).